# Midotiopsis jamaicensis
Midotiopsis jamaicensis är en svampart som beskrevs av Dennis 1954. Midotiopsis jamaicensis ingår i släktet Midotiopsis, ordningen disksvampar, klassen Leotiomycetes, divisionen sporsäcksvampar och riket svampar.   Inga underarter finns listade i Catalogue of Life.